# Steppenkragentrappe
Die Steppenkragentrappe (Chlamydotis macqueenii), auch Asiatische Kragentrappe genannt, ist eine Art aus der Familie der Trappen. Es werden keine Unterarten beschrieben, die Art wird als Allospezies zur Kragentrappe geführt. In Europa ist die Steppenkragentrappe ein seltener Irrgast. Sie ist aber aufgrund ihres ausgeprägten Zugverhaltens häufiger als die Kragentrappe außerhalb ihres Verbreitungsgebietes in Westeuropa zu beobachten.

## Beschreibung
Die Männchen erreichen eine Körperlänge von 65 bis 75 Zentimetern und wiegen gewöhnlich zwischen 1800 und 2400 Gramm. Außergewöhnlich schwere Exemplare erreichen auch ein Gewicht von 3100 Gramm. Die Weibchen sind kleiner und erreichen eine Körperlänge von 55 bis 65 Zentimetern und wiegen zwischen 1100 und 1700 Gramm. Die Flügelspannweite beträgt zwischen 135 und 170 Zentimetern. 
Steppenkragentrappen sind auf der Körperoberseite braun und auf der Körperunterseite weißlich. Ein schmaler, schwarzer Streifen verläuft jeweils an der Halsseite. Die Weibchen sind etwas gräulicher als die Männchen. Die Ähnlichkeit zur Kragentrappe ist sehr ausgeprägt, die Steppenkragentrappe ist allerdings etwas größer und blasser.

## Verbreitung, Lebensweise und Bestand

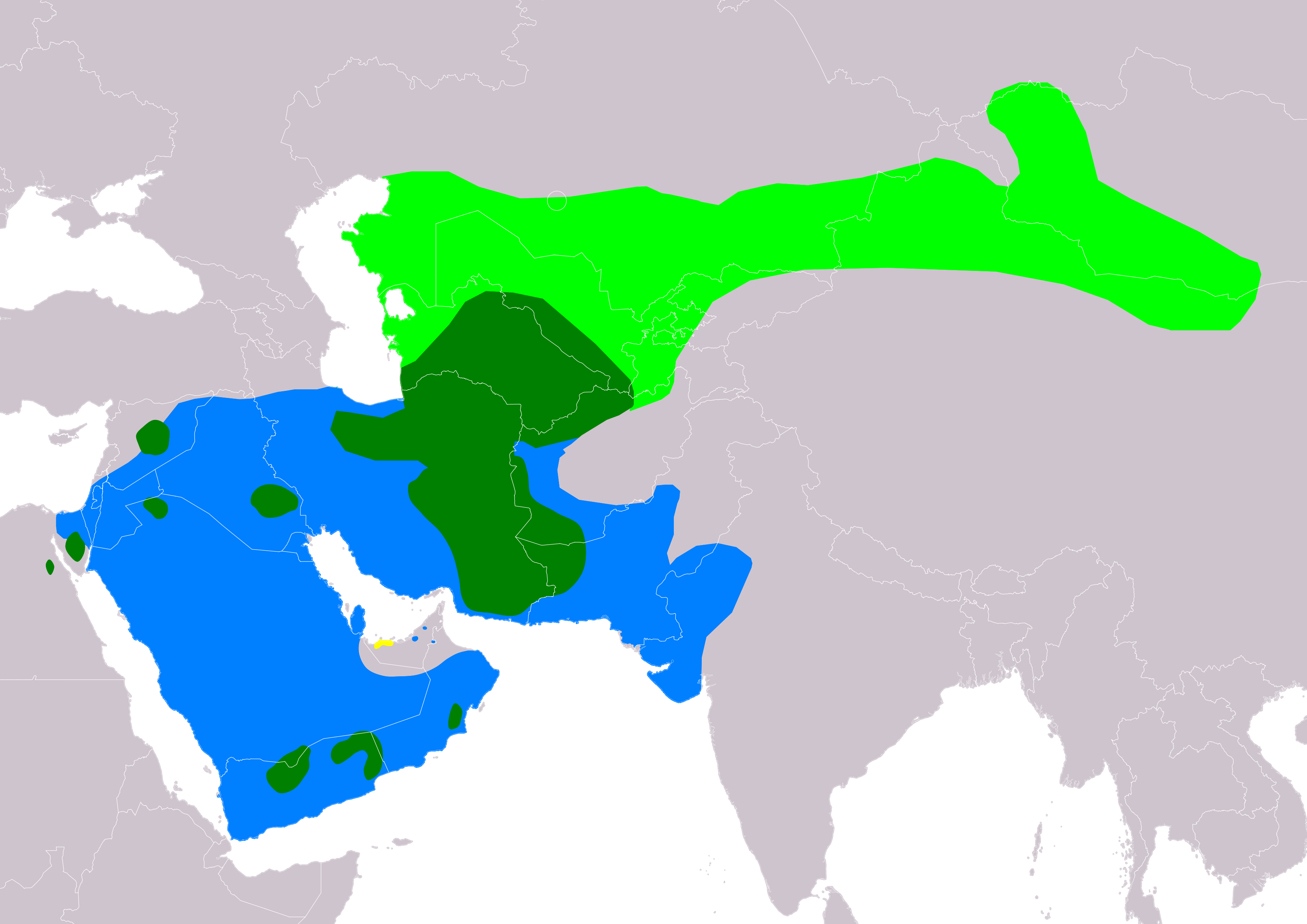
Verbreitung der Steppenkragentrappe:
Brutgebiete
Ganzjähriges Vorkommen
Nichtbrütend
Einführungsgebiete

Das Verbreitungsgebiet der Steppenkragentrappe ist der Sinai und der Nahe Osten bis in den Westen von Pakistan und vom Kaspigebiet über den Süden von Kirgisien bis in die Mongolei. Im Süden ihres asiatischen Verbreitungsareals ist die Kragentrappe ein Standvogel mit nur kurzen Wanderungen. Die Brutvögel Mittelasiens und Zentralasiens ziehen dagegen im Winterhalbjahr in südwestlicher Richtung nach Nordwestindien. 
Ihr Lebensraum sind Trockensteppen und Halbwüsten. Während des Zuges kommt sie auch auf Kulturland vor. Wie die Kragentrappe ist sie eine omnivore Art, die neben pflanzlichem Material wie etwa Früchten, Samen, Sprösslingen, Blättern und Blüten auch Heuschrecken, Grillen, Käfer, andere Arthropoden sowie Reptilien frisst.  
Der Weltbestand ist nicht bekannt, Bestandsangaben liegen nur für Teilbereiche des Verbreitungsgebietes vor. So gibt es in Kasachstan zwischen 40.000 und 60.000 und in Pakistan zwischen 20.000 und 25.000 Individuen. Der europäische Brutbestand ist sehr gering: In Südrussland leben höchstens zwanzig und in Aserbaidschan bis zu zehn Individuen.

## Belege

### Einzelbelege
1. 1 2   Bauer et al., S. 388